# Bollyang-dong
Bollyang-dong (koreanska: 본량동)är en stadsdel i stadsdistriktet Gwangsan-gu i staden Gwangju i den sydvästra delen av Sydkorea,  270 km söder om huvudstaden Seoul.